# Bill娛樂
Bill娛樂（韓語：빌엔터테인먼트），簡稱Bill娛樂，是韓國的經紀公司，於2022年成立。

## 歷史

### 2022年
10月14日，FACT INVEST繼成立BPM娛樂後，再次成立子公司Bill娛樂，由JYP、Kakao娛樂等大型企劃公司出身的專家組成的綜合娛樂公司。

### 2023年
- 3月27日，與UP10TION出身的李鎮赫簽訂專屬合約[3]。
- 4月17日，與GFRIEND出身的Yerin簽訂專屬合約[4]。
- 5月2日，與金敏書簽訂專屬合約[5]。

## 旗下藝人

### 歌手
- 李鎮赫

### 演員
- 이세호
- 강우연
- 김준호

### 練習生
- 朴周元（《Universe League》）
- 大石步（《Universe League》）
- 簡志恩（《Universe League》）
- ZEN ZEN（《Universe League》）

## 過往藝人
- 金恩永
- MINSEO（2023年-2024年）
- 윤정우
- 이가윤
- 이윤
- Yerin

## 外部連結
- Bill娛樂的官方網站
- Bill娛樂的Instagram帳戶
- Bill娛樂的X（前Twitter）
- Bill娛樂的Facebook專頁
- YouTube上的Bill娛樂頻道